# Hipposideros stenotis
Hipposideros stenotis — є одним з видів кажанів родини Hipposideridae.

## Поширення
Країни поширення: Австралія. Цей вид зустрічається в районах скель пісковика, укосів і валунів, ущелин, водойм і межує з деревами. Лаштує сідала в тріщинах, старих шахтах і дрібних печерах. Цей вид зустрічається тільки поодинці або по двоє.

## Загрози та охорона
Нема відомих головних загроз для виду. Вид присутній у ряді охоронних територій.